# The Invisible Girls
The Invisible Girls fue una banda de rock y pop inglesa formada en 1978 en Salford, Mánchester. Durante toda su carrera, estuvo integrada por Martin Hannett, en el bajo y la producción musical, y Steve Hopkins, en los teclados. Hannett es reconocido por haber sido productor de muchas bandas punk y post-punk de Mánchester, entre éstas Joy Division. Otros miembros, quienes se unieron en diferentes oportunidades de la carrera de la banda, también eran personalidades reconocidas dentro de las escenas musicales punk, post-punk y new wave de aquella ciudad y otras localidades de Inglaterra. The Invisible Girls siempre sirvió como banda de apoyo para  cantantes influyentes dentro aquellos escenarios, quienes fueron el poeta John Cooper Clarke, Pauline Murray del grupo punk Penetration y la alemana Nico.

## Historia
Los miembros más constantes del grupo, Martin Hannett y Steve Hopkins, habían colaborado anteriormente para una serie de dibujos animados llamada All Kinds of Heroes. En 1977, Hannett estaba ganando reconocimiento como productor para intérpretes de punk rock de Mánchester, realizando a inicios de ese año la primera disco de la banda Buzzcocks, el EP Spiral Scratch. Durante esa época, Hannett y Hopkins se convierten en los músicos de apoyo para el poeta surgido de la escena punk de Mánchester, John Cooper Clarke. Hannett se ocuparía de la producción musical y tocar el bajo, y Hopkins de los teclados. En 1978, Cooper Clarke, con Hannett y Hopkins como músicos de apoyo, realiza su primer álbum, Où est la maison de fromage?, antes de que la banda comience a llamarse The Invisible Girls. La banda de apoyo comienza a aparecer con este nombre en los créditos del segundo álbum de Cooper Clarke, Disguise in Love, para el cual estuvo integrada también por Paul Burgess de 10cc en la batería y Lyn Oakey en la guitarra (contando también con colaboraciones adicionales en este último instrumento por parte de Pete Shelley de Buzzcocks y Bill Nelson de Be-Bop Deluxe). En 1980, Cooper Clarke lanza su tercer álbum Snap, Crackle & Bop, con The Invisible Girls como banda de apoyo, con Hannett, Hopkins y Burgess en la alineación.
En 1980, también empieza a trabajar con la cantante Pauline Murray, quien ese año había disuelto su banda punk Penetration. El grupo con Murray se haría llamar Pauline Murray And The Invisible Girls. Al trabajar con Murray, Martin Hannett se limitó al rol de productor, cediendo el de bajista a Robert Blamire, quien también había integrado Penetration ocupando el mismo puesto. Los bateristas se sucedían entre Paul Burgess, Trevor Spencer, Peter Howells de The Drones y John Maher de Buzzcocks, siendo con este último con quien Pauline Murray And The Invisible Girls lanzaría la mayoría de grabaciones oficiales. Los guitarristas se sucederían consecutivamente en Alan Rawllings (ex Cowboys International), Vini Reilly y Dave Rowbotham de The Durutti Column (aunque este último por ese entonces ya en The Mothmen), y Wayne Hussey (más tarde en Dead Or Alive, The Mission y The Sisters Of Mercy). Durante su corta carrera, Pauline Murray And The Invisible Girls lanzó su sencillo debut Dream Sequences (1980), su único álbum Pauline Murray And The Invisible Girls (1980), su segundo sencillo Mr. X (1980) y su último sencillo Searching For Heaven (1981). The Invisible Girls con Pauline Murray también realizó conciertos por Inglaterra y algunos países de Europa.
En 1982, con su etapa con Pauline Murray ya cerrada, The Invisible Girls regresa a trabajar por última vez con John Cooper Clarke, para grabar el álbum Zip Style Method, lanzado ese mismo año, con Martin Hannett retomanto el rol de bajista. Durante esa época, la banda se une con la cantante alemana Nico (conocida por The Velvet Underground), quien se había mudado a Mánchester, para grabar y lanzar un solo sencillo, Procession, para el cual el grupo cuenta con Rick Goldstraw de The Blue Orchids en la guitarra, y en la batería a Toby Tomanov, también de la misma agrupación de Goldstraw, para el primer tema "Procession", y a Paul Burgess retomando el rol para una versión de "All Tomorrow's Parties" de The Velvet Underground. Posterioermente, Nico empieza a trabajar con a la banda de Goldstraw y Toby, The Blue Orchids, la cual sería su banda de apoyo por algunos años.
The Invisible Girls no vuelve a grabar ni a realizar otra producción discográfica con su nombre. Hopkins colaboraría con Pauline Murray otra vez, Happy Mondays y Morrissey, y Martin Hannett produciría a más artistas independientes, coincidiendo con Hopkins en ocasiones, hasta su fallecimiento en 1991. En 2015, el sello Factory Benelux lanza un compilado de distintas colaboraciones entre Martin Hannett y Steve Hopkins llamado The Invisible Girls.